# 13 Dzielnica – Ultimatum
13 Dzielnica – Ultimatum (fr. Banlieue 13 – Ultimatum) – francuski film sensacyjny, który swoją premierę we Francji miał 8 lutego 2009 r. Reżyserem filmu jest Patrick Alessandrin, scenariusz napisał Luc Besson. Jest to kontynuacja filmu 13 Dzielnica z 2004 r. Polska premiera filmu miała miejsce 28 sierpnia 2009.

## Fabuła
Rok 2013. 13 Dzielnica wciąż jest podzielonym na strefy wpływów uzbrojonych gangów gettem, które psuje piękny wizerunek stolicy Francji. Odgrodzona jest od reszty miasta potężnym betonowym murem i posterunkami policji – swego rodzaju państwo w państwie. Oprócz tego jest łakomym kąskiem dla wielkich firm budowlanych, planujących zburzyć slumsy i postawić osiedla wieżowców dla klasy średniej. Przekupieni oficerowie służb specjalnych urządzają prowokację, która miałaby uzasadnić co najmniej ewakuację mieszkańców B13, a najlepiej ich eksterminację. Wprowadzony w błąd prezydent Francji postanawia raz na zawsze pozbyć się problemu. Leïto – który zna dzielnicę 13 jak własną kieszeń oraz Damien, uczciwy, wierzący w prawo komandos-policjant, znawca sztuk walki, chcieliby aby stała się zwykłą dzielnicą, a nie siedzibą przestępczości i gettem, usiłują uratować to miejsce przed zniszczeniem.

## Obsada
- Cyril Raffaelli – Kapitan Damien Tomaso
- David Belle – Leito
- Pierre-Marie Mosconi – Roland
- MC Jean Gab'1 – Molko
- Daniel Duval – Walter Gassman
- Elodie Yung – Tao
- Fabrice Feltzinger – Mały Montana

i inni